# Moray (Peru)

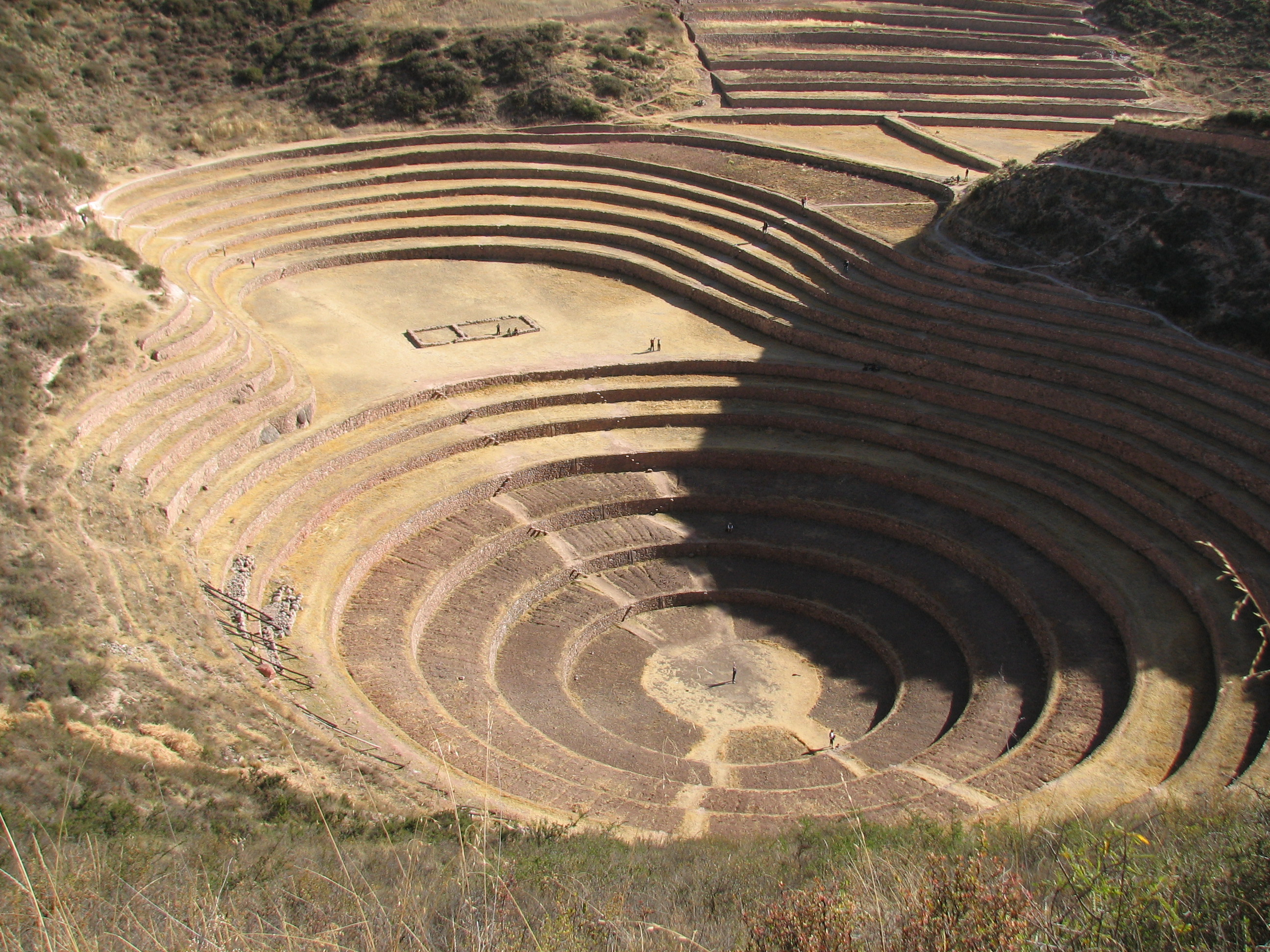
Tarasy w Moray

Moray – stanowisko archeologiczne w regionie Cuzco w Peru. Stanowisko Moray znajduje się blisko miejscowości o tej samej nazwie, około 9 kilometrów na zachód od Maras, w Świętej Dolinie Inków.
W skład kompleksu archeologicznego wchodzą trzy naturalne okrągłe zagłębienia w ziemi. Ich zbocza są całkowicie pokryte koncentrycznymi tarasami rolniczymi w kształcie pierścieni wybudowanymi w czasach Imperium Inków. Dwa większe zagłębienia są połączone, zaś najmniejsze jest od nich odizolowane. Największy z tarasów ma około 30 metrów głębokości. Przeznaczenie tarasów nie jest jasne. Ich głębokość, konstrukcja i orientacja względem wiatru i słońca tworzy różnicę temperatur nawet o 15° C (27° F) między górną i dolną krawędzią. Woda dostarczana jest na poszczególne poziomy tarasów za pomocą skomplikowanego systemu nawadniającego. 
Większość teorii zakłada, że Inkowie wybudowali je jako laboratoria rolnicze, w których badali wpływ klimatu na wzrost roślin uprawnych.